# La Viñuela
La Viñuela è un comune spagnolo di 1 281 abitanti situato nella comunità autonoma dell'Andalusia.